# Mauvezin-de-Prat
Mauvezin-de-Prat är en kommun i departementet Ariège i regionen Occitanien i södra Frankrike. Kommunen ligger  i kantonen Saint-Lizier som ligger i arrondissementet Saint-Girons. År 2022 hade Mauvezin-de-Prat 99 invånare.

## Befolkningsutveckling
Antalet invånare i kommunen Mauvezin-de-Prat
Referens: INSEE